# Gommerville, Seine-Maritime
Gommerville là một xã thuộc tỉnh Seine-Maritime trong vùng Normandie miền bắc nước Pháp.

## Huy hiệu
| Arms of Gommerville | The arms of Gommerville are blazoned: Or, a tower gules opened and pierced of the field, on a chief azure, a dove descending between the capital letters G and V argent. |

## Dân số
| Năm | 1962 | 1968 | 1975 | 1982 | 1990 | 1999 | 2006 |
| --- | ---- | ---- | ---- | ---- | ---- | ---- | ---- |
| Dân số | 436  | 522  | 540  | 602  | 604  | 648  | 719  |
| From the year 1962 on: No double counting—residents of multiple communes (e.g. students and military personnel) are counted only once. |      |      |      |      |      |      |      |